# جيوفاني كاتوزو
جيوفاني كاتوزو (بالإيطالية: Giovanni Cattozzo)‏ (مواليد 1925 في مدينة روفيغو، وتوفي سنة 1 نوفمبر 1957 في روما)، لاعب كرة قدم إيطالي ومدرب كرة قدم إيطالي. بدأ مسيرته الاحترافية في نادي روفيغو ومن ثم تنقل ما بين نادي ترفيزو وبولونيا وأتالانتا. درب إيه سي ميلان في عام 1966. توفي في 1992.